# آیوی اندرسون
آیوی اندرسون (انگلیسی: Ivie Anderson؛ ۱۰ ژوئیهٔ ۱۹۰۵ – ۲۸ دسامبر ۱۹۴۹) یک موسیقی‌دان اهل ایالات متحده آمریکا بود.